# Nilas
Nilas, også kendt som tyndis, er betegnelsen for en type is, der typisk dannes ud fra suspensionen krav i relativt rolige omgivelser. Den er typisk jævn, glat, har lange lodrette krystaller og er i begyndelsen delvist gennemsigtig for lys.